# Cewków
Cewków is een plaats in het Poolse district  Lubaczowski, woiwodschap Subkarpaten. De plaats maakt deel uit van de gemeente Stary Dzików en telt 1800 inwoners.